# Флаг Шарлоттауна

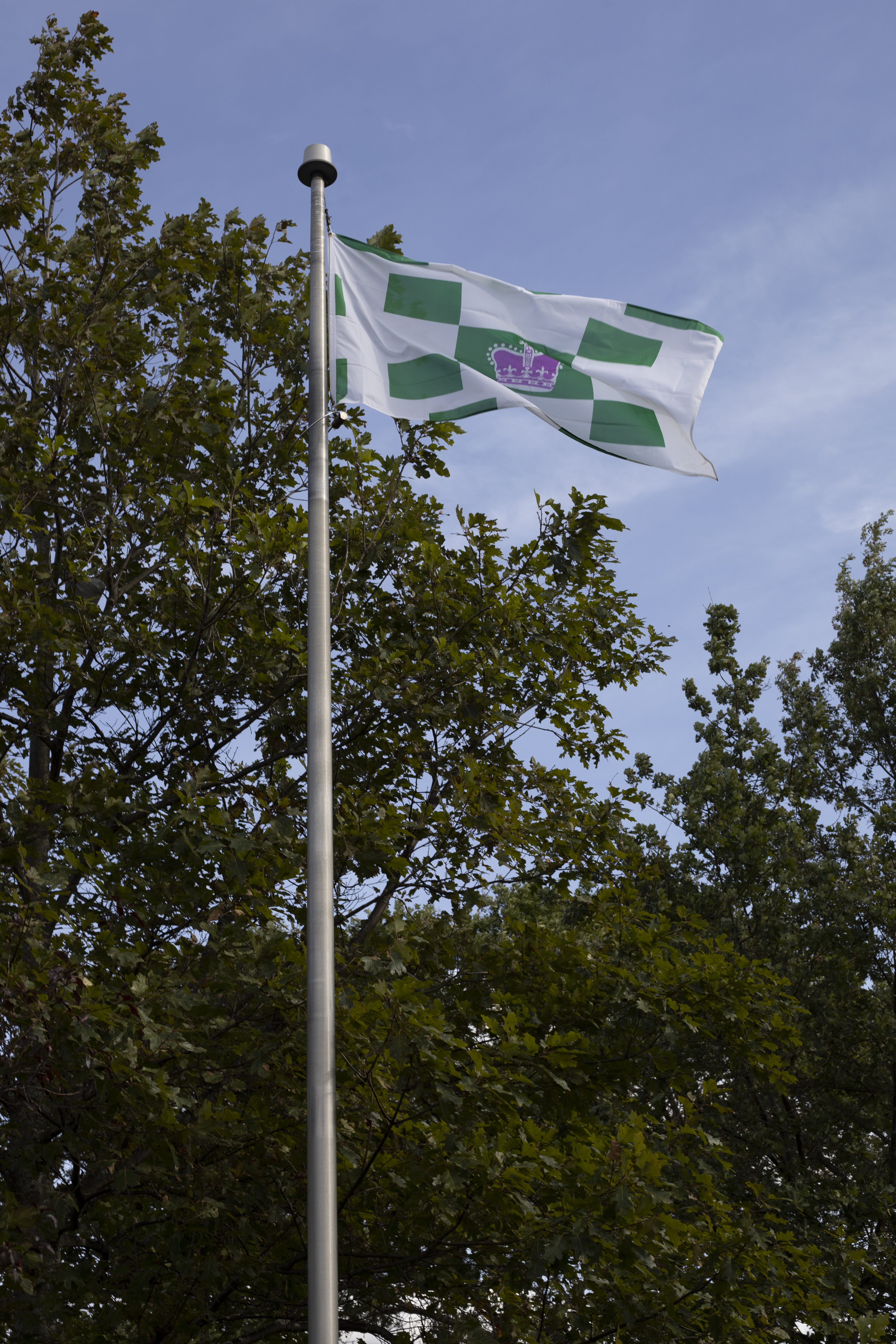

Флаг Шарлоттауна — официальный флаг Шарлоттауна, созданный бывшим музейным работником, канадским офицером и первым Главным геральдом Канады Робертом Уоттом (Robert Watt). Принят в качестве официального в августе 1989 года.
В центре флага в пропорции 1:2 расположен герб Шарлоттауна. На флаге использован цвет Pantone. Поле флага — белое, в центре — флага зелёный прямоугольник с королевской короной внутри. Прямоугольник символизирует городскую площадь Квинс-сквер, а корона — королеву Шарлотту, именем которой назван город. К центральному прямоугольнику по углам примыкают четыре зелёных прямоугольника, символизирующие четыре городские исторические площади: Рочфорд-сквер, Коннот-сквер, Хилсборо-сквер и Кингс-сквер. Пять зелёных прямоугольников расположены в пропорции 1:2, при этом центральный прямоугольника составляет 5/16 длины флага, остальные прямоугольники — в соотношении половины длины флага.
С трёх сторон флаг окаймлён чередующимися зелёными и белыми прямоугольниками таким образом, что белые прямоугольники имеют тот же цвет, что и поле. При этом прямоугольники сходятся под углом в верхней части флага, имитируя границу на флаге провинции.
Прошлый флаг использовался в 1980 — 1990-х годах. На сером поле в центре флага располагалась печать, окаймлённая снаружи и изнутри чёрным кольцом с внутренней надписью «CITY of CHARLOTTETOWN PRINCE EDWARD ISLAND», идущей от основания печати по часовой стрелке. На переднем плане в нижней левой части печати изображены плуг и сноп пшеницы на небольшом холме, на заднем плане — высокий корабль, стоящий на якоре в океане с развевающимся красным флагом. На белой ленте с раздвоенными концами, развевающейся над холмом, находится слово «INCORPORATED». В основании изображения находится надпись «AD. 1855» (дата основания города).